# 輪葉珍珠茅
輪葉珍珠茅（学名：Scleria scrobiculata）为莎草科珍珠茅屬下的一个种。

## 扩展阅读
- 維基物種上的相關：輪葉珍珠茅